# Novokubanszki járás

A Novokubanszki járás a Krasznodari határterületen

A Novokubanszki járás (oroszul Новокубанский муниципальный район) Oroszország egyik járása a Krasznodari határterületen. Székhelye Novokubanszk.

## Népesség
- 1989-ben 76 275 lakosa volt.
- 2002-ben 87 478 lakosa volt, melyből 75 669 orosz (86,5%), 5936 örmény (6,8%), 2013 ukrán, 988 német, 533 fehérorosz, 361 adige, 198 tatár, 129 cigány, 104 grúz, 95 azeri, 53 görög, 1 török.
- 2010-ben 86 311 lakosa volt.

Az örmény lakosság százalékos aránya Prikubinszkijben eléria a 16%-ot, Procsnojokopszkaja faluban a 15,2%-ot, Glubokin faluban a 14,9%-ot, Kovalevszkoje faluban a 8,3%-ot.